# Pachyrhynchus
Genre
Pachyrhynchus est un genre d'insectes coléoptères de la famille des Curculionidae des régions tropicales.

## Description
Il existe près de 600 espèces toutes différentes du charançon des Philippines, distinguables à leurs dessins en forme de traits, de points ... de couleurs vives aux reflets métalliques.

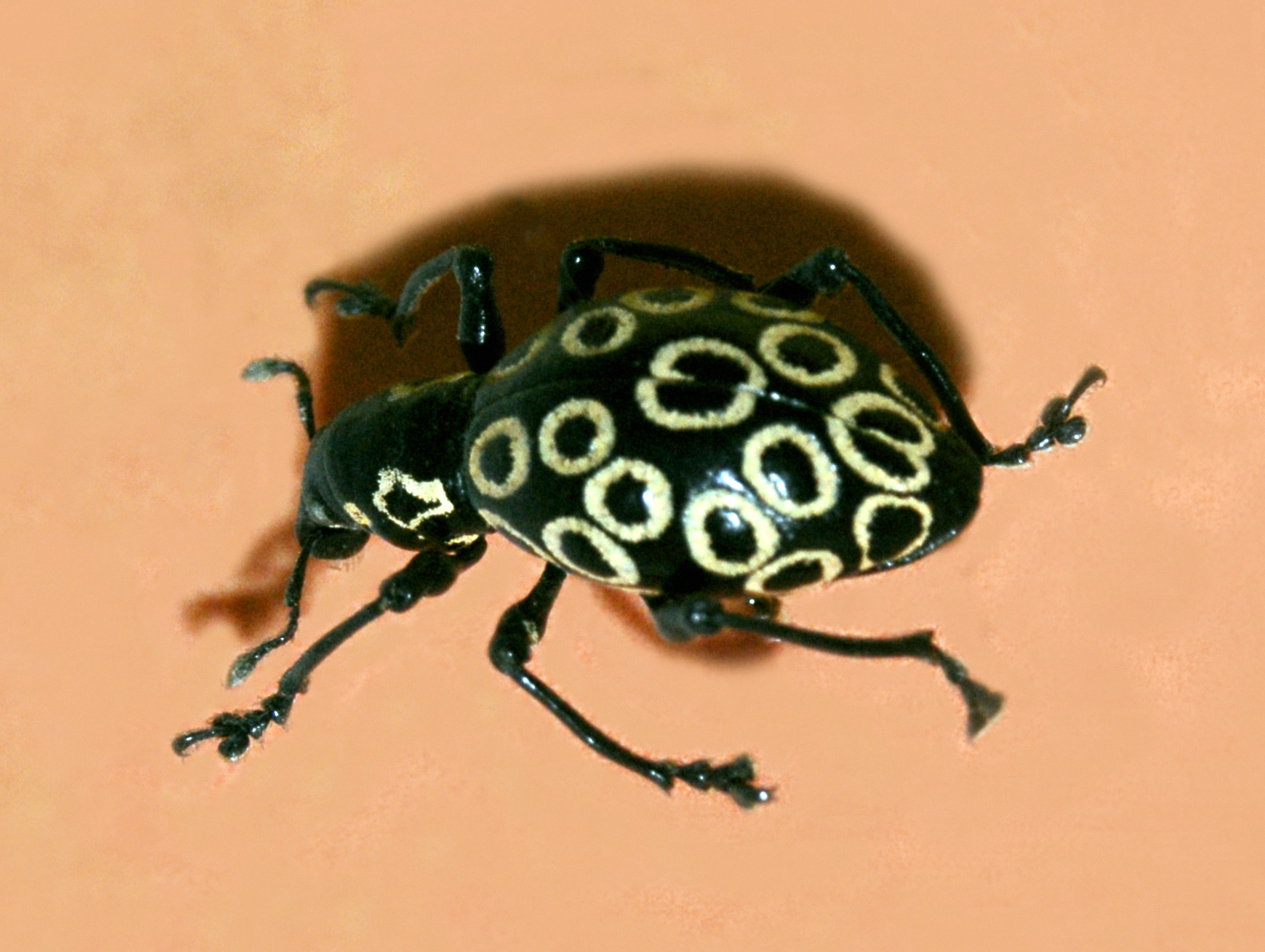
Pachyrhynchus argus
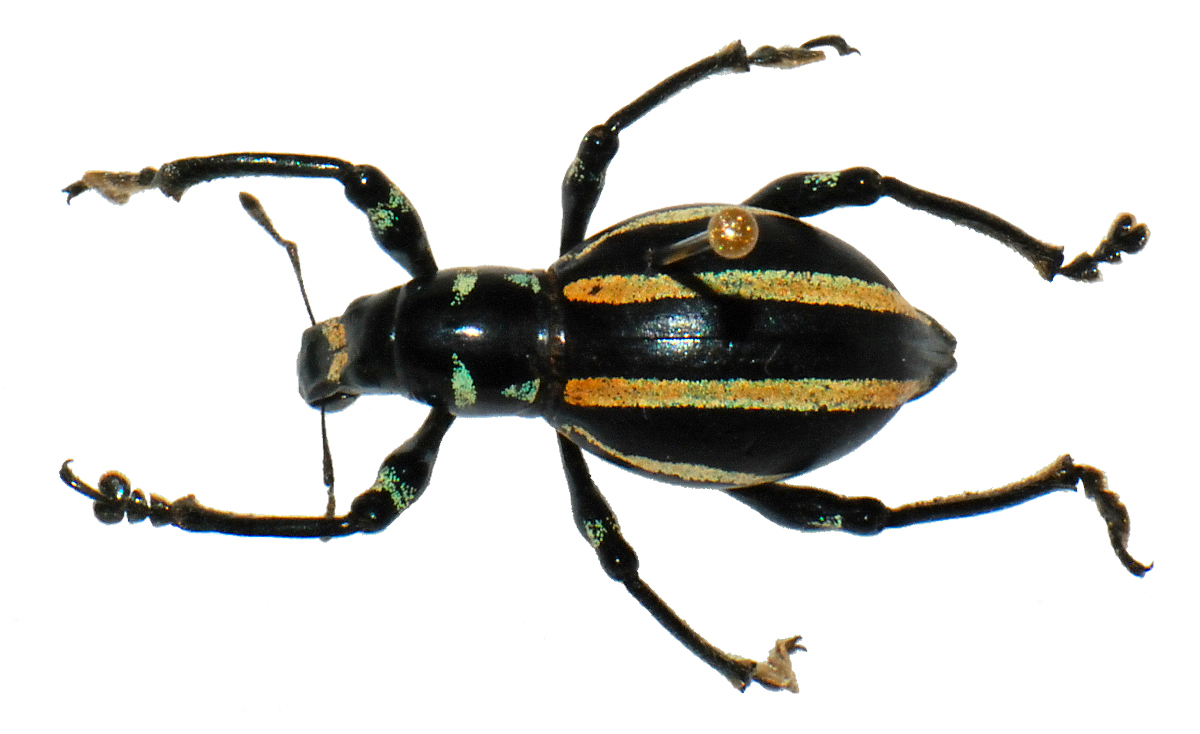
Pachyrhynchus inclytus Pascoe landscape
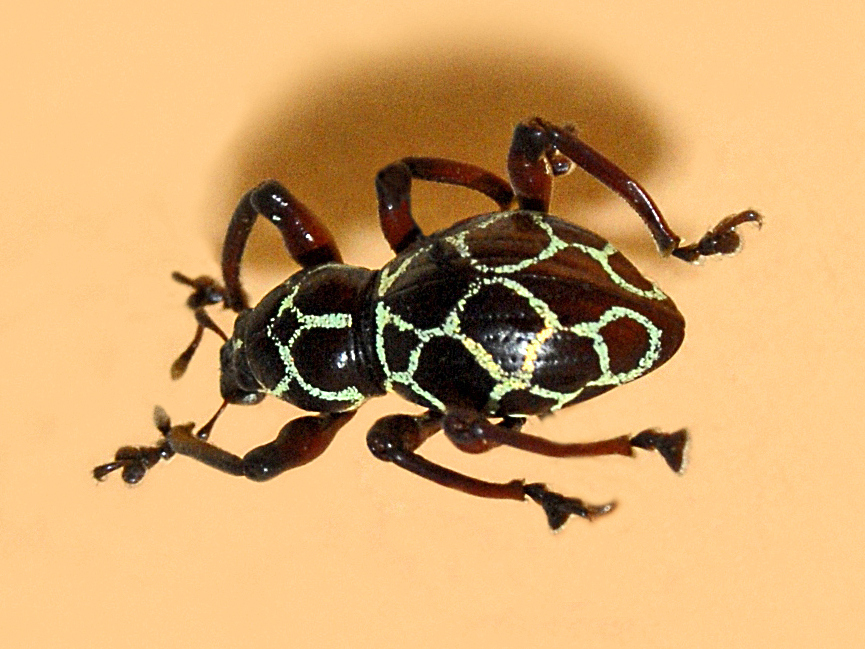
Pachyrhynchus reticulatus
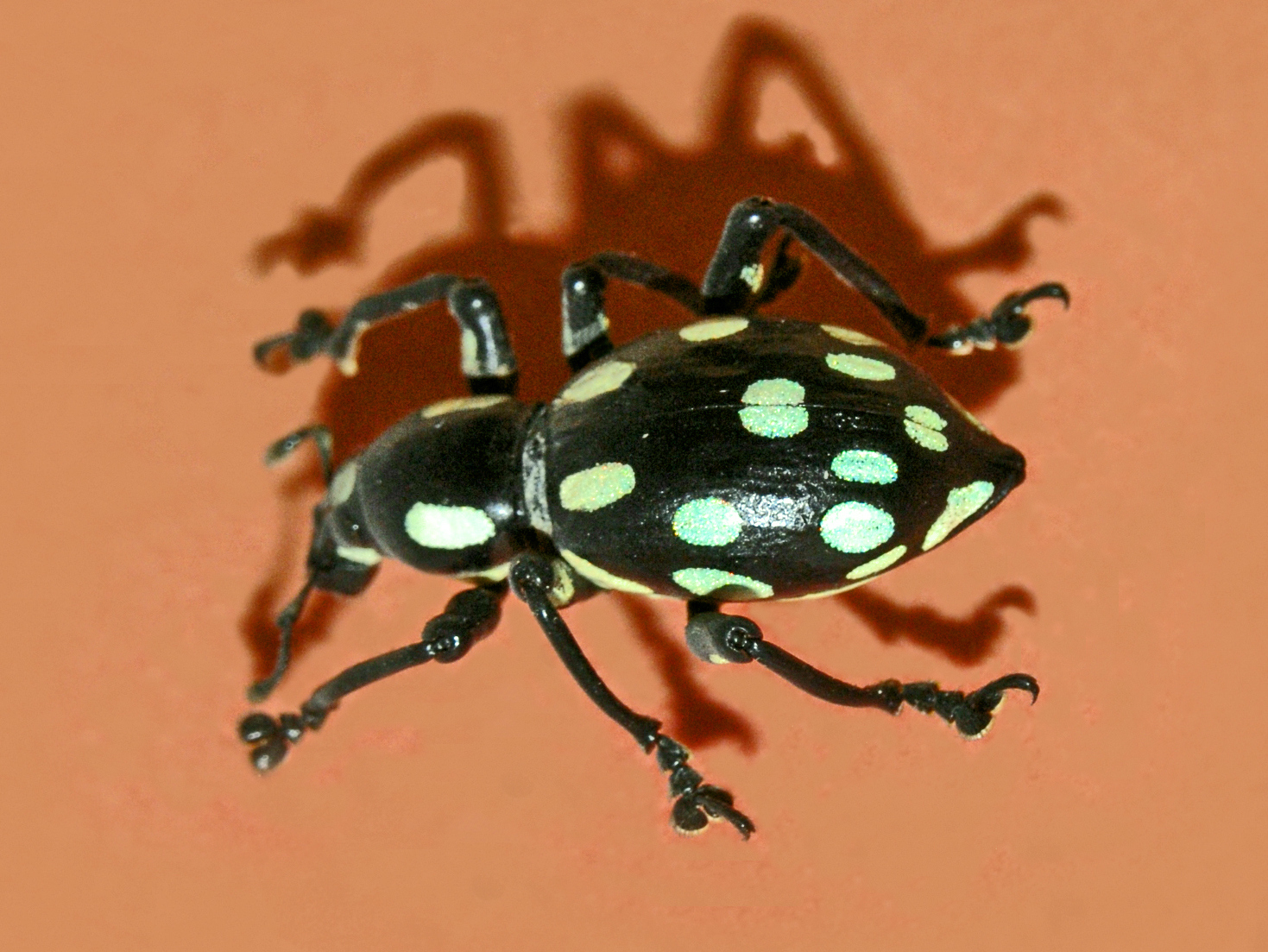
Pachyrhynchus smaragdinus

## Habitat
Il vit aux Philippines dans les forêts tropicales.